# Elei Sinai
Elei Sinai (hebräisch אֱלֵי סִינַי ‚Auf zum Sinai‘) war eine von drei israelischen Siedlungen am Nordrand des Gazastreifens. Sie bildete mit den Siedlungen Dugit und Nisanit ein geschlossenes Gebiet israelischer Siedlungen, welches im Nordwesten ans Mittelmeer und im Süden an die palästinensische Stadt Atrata grenzte.

## Geschichte

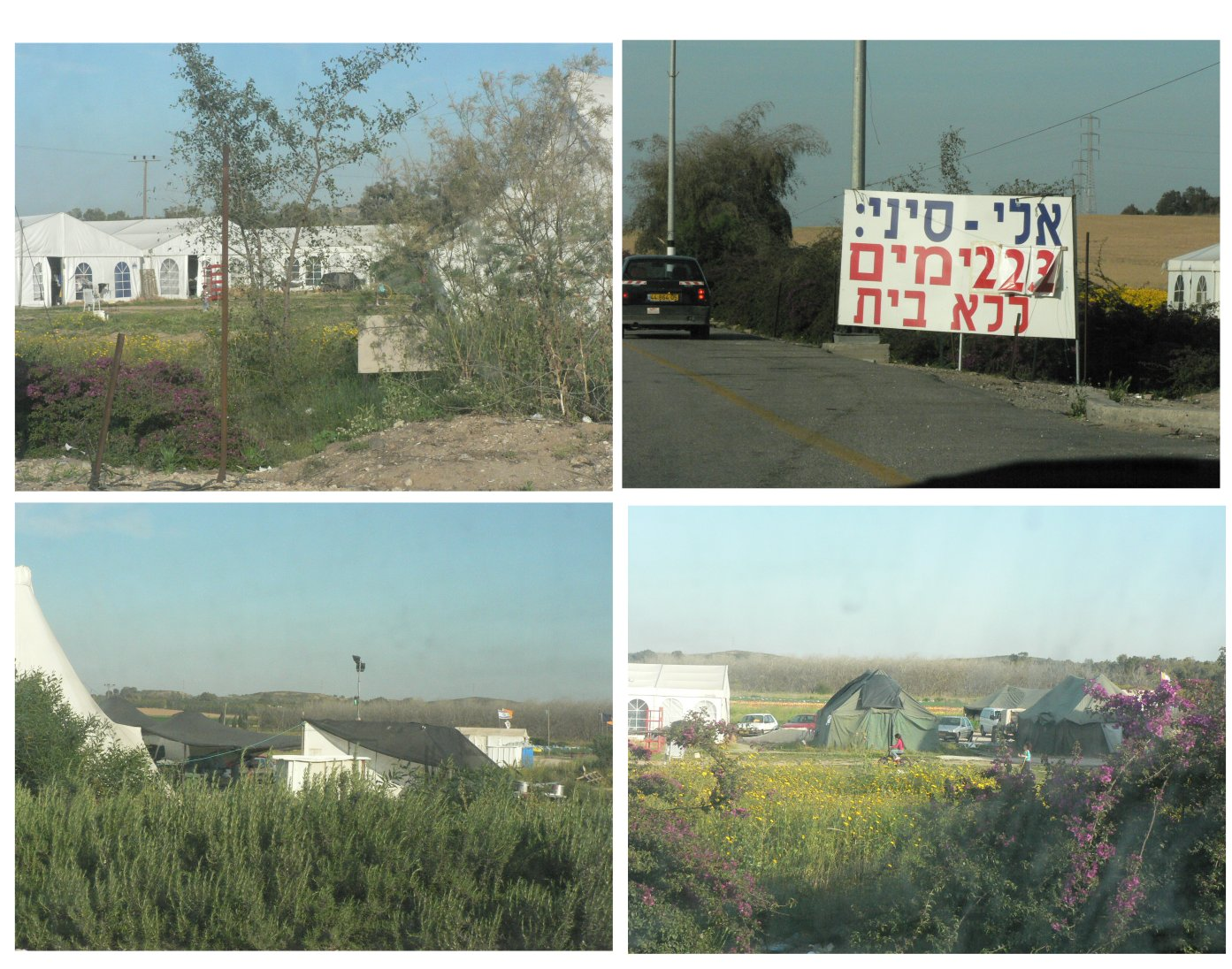
Auffanglager von Siedlern aus Elei Sinai nahe Jad Mordechai

Der Gazastreifen wurde durch Israel im Jahre 1967 militärisch besetzt. Elei Sinai wurde im Jahr 1982 (nach dem Jüdischen Kalender im Sukkot 5743) durch eine Gruppe jüdischer Siedler gegründet, die aus Jamit im Nordosten der Sinai-Halbinsel stammten. Jamit war geräumt worden, als der Sinai 1982 entsprechend dem Israelisch-Ägyptischen Friedensvertrag von 1979 an Ägypten zurückgegeben wurde.
Zwischen 2001 und 2004 wurden mehrere Attentate durch militante Palästinenser verübt.
Bei einem Anschlag zweier schwer bewaffneter Terroristen der radikal-islamischen Hamas am 2. Oktober 2001 wurden zwei junge Israelis erschossen und weitere 15 zum Teil schwer verletzt. Die Täter benutzten Schusswaffen und warfen auch mehrere Handgranaten. Am 2. Dezember 2001 wurde ein Israeli erschossen und vier weitere zum Teil schwer verletzt.
Im Oktober 2004 beschloss die Knesset, im Zuge des einseitigen Abkopplungsplans Israels alle israelischen Siedlungen im Gazastreifen, unter anderem auch Elei Sinai, aufzulösen. Mit der Umsetzung des Plans wurde am 15. August 2005 begonnen.
Eine Gruppe der israelischen Siedler erklärte, sie wäre bereit, palästinensische Bürger zu werden, um in Elei Sinai bleiben zu können. Dieser Vorschlag wurde jedoch sowohl von der palästinensischen Autonomiebehörde, als auch von der israelischen Regierung abgelehnt.
Im Zuge der Räumung des Gazastreifens wurde die Siedlung Elei Sinai schließlich am 21. August 2005 aufgegeben, später durch die Israelischen Streitkräfte zerstört und am 12. September 2005 den Palästinensern übergeben.
Von den evakuierten Einwohnern wurden in der Nähe von Askalon die Kibbuzim Karmia und Or HaNer gegründet. Eine der Gruppen bat darum, eine Gemeinde im Zentrum des Landes gründen zu können. Die Regierung stimmte 2006 zu, die Gruppe in Palmachim aufzunehmen.

## Demografie
Das israelische Zentralbüro für Statistik gibt folgende Einwohnerzahlen an:
| Jahr der Volkszählung | 1999 | 2000 | 2001 | 2002 | 2003 | 2004 |
| Anzahl der Einwohner  | 324  | 334  | 344  | 347  | 349  | 389  |